# Michael A. Vincent
Michael A. Vincent ( * 1955 - ) es un botánico, y micólogo estadounidense, que desarrolla su actividad académica como curador de herbario y docente en el Departamento de Botánica, de la Universidad de Miami.

## Algunas publicaciones
- Vincent, m.a.; c. Kwit. 2007. Additions to the vascular plant flora of Eleuthera. Bahamas Naturalist and Journal of Science 2(2): 52-54
- Tepe, e.j., m.a. Vincent, l.e. Watson. 2007. The importance of petiole structure on inhabitability by ants in Piper sect. Macrostachys (Piperaceae). Botanical J. of the Linnean Society 153: 181-191
- Sewell, m.; m.a. Vincent. 2006. Biosystematics of the Phacelia ranunculacea complex (Hydrophyllaceae). Castanea 71: 192-209
- Vincent, m.a. 2005. On the spread and current distribution of Pyrus calleryana in the United States. Castanea 70: 20-31
- -------. 2004. Spread of Fatoua villosa (Mulberry weed; Moraceae) in North America. J. of the Kentucky Academy of Sci. 65: 67-75
- Duley, m.l.; m.a. Vincent. 2003. A Synopsis of the Genus Cladrastis Raf. (Leguminosae). Rhodora 105: 205-239

- La abreviatura «Vincent» se emplea para indicar a Michael A. Vincent como autoridad en la descripción y clasificación científica de los vegetales.[1]